# Palene

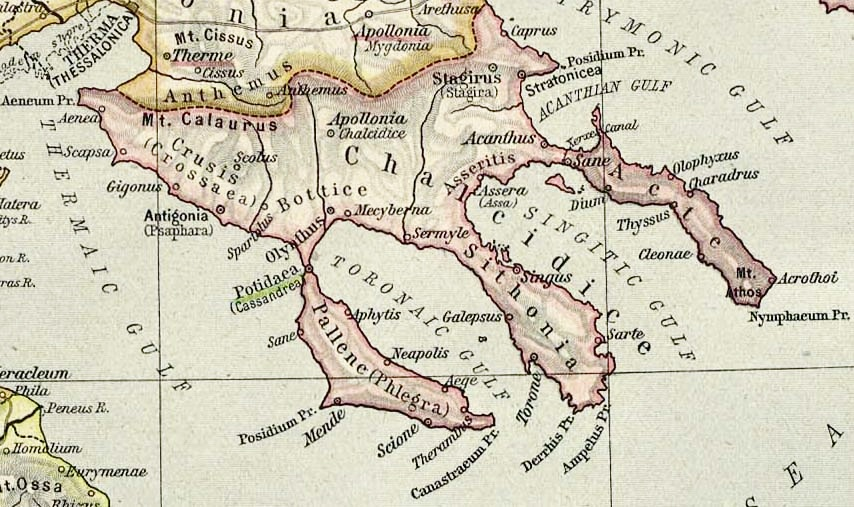
Subpenínsula de Palene en la antigua Calcídica.

Palene (griego: Παλλήνη) es el nombre antiguo que se le da a la subpenínsula griega más occidental de las tres de Calcídica, que se adentran en el Egeo.

## Geografía
El nombre actual es península de Casandra (en griego: Χερσόνησος Κασσάνδρας, Chersónēsos Kassándras con la pronunciación erasmiana del griego antiguo; Jersónisos Kasandras, con la pronunciación del griego actual), porque el municipio de Casandra ocupa la mayor parte de su territorio. Está situada entre el golfo Termaico (también llamado golfo de Tesalónica) al oeste y el golfo de Torone, al este. Estos dos cuerpos de agua se comunican entre sí al norte mediante el canal de Potidea, cavado en la Antigüedad clásica, a través del istmo que une la península Calcídica y Nea Potidea.
Su territorio fue dividido administrativamente en 2011 mediante el Plan Calícrates entre las unidades municipales de Casandra y Palini (Palene), que juntas forman el municipio de Casandra, y una pequeña porción del municipio de Nea Propontida.

## Historia
Se dice que antiguamente había recibido el nombre de Flegra (Φλέγρα)  y que ahí tuvo lugar el conflicto (gigantomaquia) entre los dioses y los terrenales Gigantes. En la antigüedad, en Palene se desarrollaron numerosas poleis, como Potidea, Sane, Mende, Escíone, Terambo, Ege, Neápolis y Afitis, las cuales eran, ya fuera en parte o completamente, colonias de otras ciudades griegas como Eretria o Corinto. Estas ocho ciudades son citadas por Heródoto, que indica que en ellas Jerjes reclutó tropas y naves en su expedición del año 480 a. C. contra Grecia.
En el Periplo de Pseudo-Escílax, que probablemente pertenece a fines del siglo IV o principios del III a. C. las ciudades que se citan en Palene son Potidea, Mende, Afitis, Terambo y Escíone. Se menciona además un templo en Canastreo, el cabo ubicado en el extremo de la península de Palene.
Estrabón menciona las siguientes cinco ciudades en Palene en el siglo I a. C.: Casandrea (ubicada en el lugar donde había estado la antigua Potidea), Afitis, Mende, Escíone y Sane.

## Economía
Esta península, además de tener buena pastura para el ganado vacuno y ovino, incluso en invierno, también produce abundantemente granos de gran calidad, así como lana, miel y cera, además de gusanos de la seda.
En la actualidad es uno de los lugares más famosos de toda la Calcídica por su especial desarrollo en el sector turístico, gracias a sus infinitas playas de arena blanca y aguas cristalinas, así como amplias zonas cubiertas de densa vegetación y pinares que llegan hasta un mar azul verdoso. El desarrollo del turismo ha promovido la creación de instalaciones turísticas muy bien organizadas, hoteles de lujo y muchos centros de entretenimiento que brindan un entorno idóneo de vacaciones para visitantes griegos de fin de semana y turistas de todo el mundo que se reúnen para disfrutar de la belleza de la auténtica naturaleza griega.